# Porcellanopagurus belauensis
Porcellanopagurus belauensis is een tienpotigensoort uit de familie van de Paguridae. De wetenschappelijke naam van de soort is voor het eerst geldig gepubliceerd in 1987 door Suzuki & Takeda.